# Союз-1
«Союз-1» — перший пілотований радянський космічний корабель серії «Союз» (7К-ОК № 4 активний), запущений на орбіту 23 квітня 1967 року. На облавку корабля був один космонавт, Герой Радянського Союзу інженер-полковник Комаров Володимир Михайлович. 
Після запуску активного космічного корабля «Союз-1» наступного дня мали запустити «Союз-2» з екіпажем із 3 осіб, 2 космонавтів з нього перейдуть крізь відкритий космос до «Союзу-1».
Після виходу корабля на орбіту не розкрилась одна з двох панелей сонячних батарей і корабель не отримував достатньо електроенергії. Внаслідок цієї несправності вирішено достроково припинити політ. Корабель успішно зійшов з орбіти, однак після входження в щільні шари атмосфери на кінцевій ділянці приземлення через збій датчика тиску основний парашут не розкрився. Комаров випустив резервний парашут, який заплутався у стропах. Спускний апарат врізався у поверхню Землі в полі біля Оренбурга зі швидкістю приблизно 140 км/год. Космонавт загинув від удару.
Вперше в історії пілотованих космічних польотів космонавт загинув при поверненні.

## Екіпаж
- Основний: Комаров Володимир Михайлович
- Дублерний: Гагарін Юрій Олексійович
- Резервний: Береговий Георгій Тимофійович

## Опис
Корабель складався з трьох модулів: приладо-агрегатного відсіку (ПАВ), спускного апарата (СА), побутового відсіку (ПВ).

### Приладо-агрегатний відсік
У відсіку розташована комбінована рушійна установка, паливо для неї, службові системи. Довжина відсіку 2,26 м, основний діаметр 2,15 м, максимальний діаметр 2,72 м. Рушійна установка складалася з 28 ДПО (двигуни причалювання і орієнтації) по 14 на кожному колекторі, з яких частина мали тягу 13,3 кгс, частина (12 штук) — 2,7 кгс, а також зближувально-коригувальний двигун (ЗКД) тягою 300 кгс для орбітального маневрування і сходу з орбіти. ДПО працювали на перекисі водню і не мали достатніх швидкісних характеристик для сходу з орбіти без коригувально-гальмівної рушійної установки (КГРУ). ЗКД працював на азотному тетраксиді і несиметричному диметилгідразині. Корабель мав дві незалежні КГРУ — основну і резервну.
У ПАВ також розміщені баки з 500 кг палива і балони високого тиску (~ 300 атм) з гелієм для наддуву баків.
Система енергопостачання з сонячних батарей (СБ) розмахом 9,80 м і площею 14 м² та акумуляторів. Система забезпечувала середню потужність 500 Вт.

### Спускний апарат
У відсіку розташовані місця для космонавтів, системи життєзабезпечення, керування, парашутна система. Довжина відсіку 2,24 м, діаметр 2,2 м, житловий об'єм 3,5 кубометра. Під теплозахисним екраном розташовані двигуни м'якої посадки, на зовнішній поверхні — перекисні двигуни управління спуском, які керують орієнтацією під час польоту в атмосфері. Це дозволяє використовувати аеродинамічну якість СА і знизити перевантаження. СА покритий теплозахистом на основі абляційних матеріалів.

### Побутовий відсік
Відсік мав довжину 3,4 м, діаметр 2,25 м, об'єм — 5 кубометрів. Він оснащений стикувальним вузлом і системою зближення «Ігла». У герметичному обсязі розташовувалося корисне навантаження і системи життєзабезпечення, зокрема туалет. Через посадковий люк на бічній поверхні відсіку космонавти входять в корабель на стартовій позиції космодрому.

## Історія
У 1967-му році СРСР готувався відзначити 50-ту річницю більшовицького перевороту в жовтні 1917-го року. Лідери Кремля сподівалися відзначити цю подію новими досягненнями в радянській космічній програмі, яка відзначить десятиріччя запуску першого «Супутника» в 1957-му році.
На початку року існували два проєкти польоту людини в космос:
1. Корабель нового покоління «Союз 7K-OK». 1966-го року відбувся один частково вдалий випробувальний політ і сталася одна катастрофічна спроба запуску, обидва рази без екіпажу.
2. Корабель «Союз 7К-Л1», створений на базі «Союзу 7K-OK», мав доправити радянських космонавтів навколо Місяця.

Незважаючи на різні невдачі на трьох попередніх випробувальних польотах «Союзу 7K-OK» («Космос-133», «Космос-140A» і «Космос-140»),  Перший секретар ЦК КПРС Брежнєв і секретар Центрального Комітету Комуністичної партії Радянського Союзу, відповідальний за роботу наукових установ, конструкторських бюро та промислових підприємств оборонно-промислового комплексу СРСР Дмитро Устинов тиснули на головного конструктора Мішина, щоб той спробував здійснити пілотоване стикування і видовищне переміщення екіпажу. За планом Комаров був пілотом активного космічного корабля «Союз-1», запущеного першим. «Союз-2» з екіпажем Биковського, Хрунова та Єлісєєва стартував наступного дня, Хрунов та Єлісєєв перейдуть крізь відкритий космос до «Союзу-1» і повернуться на землю з Комаровим.
Ця місія мала показати перевагу радянських технологій над американськими, особливо після загибелі екіпажу в пожежі на борту «Аполлона-204» 27 січня, а також перевірити кілька ключових елементів запланованої місії з посадки на Місяць (перше пілотоване стикування, перехід екіпажу через відкритий космос).

## Підготовка екіпажів
До групи космонавтів, відібраних для місії стикування і переходу, увійшли Юрій Гагарін, Володимир Комаров, Андріан Ніколаєв, Валерій Биковський, Євген Хрунов, Віктор Горбатко, Анатолій Воронов і Петро Колодін. Гагарін, Ніколаєв, Биковський і Комаров навчалися на пілотів, а Хрунов, Горбатко, Воронов і Колодін вчилися переходити між кораблями.
За наполяганням головного конструктора Василя Мішина і незважаючи на запеклий опір керівника підготовки космонавтів Миколи Каманіна, до складу групи додали цивільних інженерів. У новому відборі, офіційно затвердженому 16 листопада 1966 року, до основного екіпажу увійшов цивільний інженер Олексій Єлісєєв, який приєднався до Комарова, Биковського та Хрунова, а Валерій Кубасов увійшов до резервного екіпажу Гагаріна, Ніколаєва та Горбатка. Ще один резервний екіпаж сформовано в січні 1967 року: Георгій Береговий, Володимир Шаталов, Петро Колодін і Володимир Волков. Волков прийшов з групи цивільних кандидатів від ЦКБЕМ. До цієї групи також входили Макаров і Гречко.
Внаслідок багатьох затримок у розробці космічного корабля «Союз 7K-OK» і пов'язаних з ним симуляторів, активна підготовка екіпажів почалася у лютому 1967-го року. Комаров і Гагарін використовували симулятор Волга для відтворення операцій зближення. Для тренування з переходу між кораблями інші космонавти мали здійснити від восьми до дев'яти польотів на літаку Ту-104, оснащеному тепловою і вакуумною камерою TBK-60. Станом на січень 1967го року польоти затримувались витоками в системі постачання кисню в камері TBK і відсутністю скафандрів «Ястреб» для виходу у відкритий космос.
В кінці лютого Мішин перерахував проблеми з TBK, зокрема температуру 30 градусів за Цельсієм у житловому відсіку, відсутність моніторингу здоров'я космонавтів і обладнання для безпеки, а також негерметичний рюкзак для виходу у відкритий космос.
14-15 березня основний екіпаж провів 30-годинну заключну репетицію польоту, а 17-18 березня резервний екіпаж. 30 березня обидва екіпажі на відмінно пройшли остаточні «теоретичні» іспити.
8 квітня 1967-го року екіпажі вирушили до Тюратаму, того ж дня запущено другий випробувальний космічний апарат Л1 («Космос-154»).

## Підготовка кораблів
14 квітня 1967-го на засіданні державної комісії в Тюратамі розглянули передпольотну підготовку двох космічних апаратів «Союз». Існувало 29 проблем з кораблем №4, пов'язаних з телеметрією, зв'язком та системою контролю сорієнтаці. Також було 20 проблем з кораблем №5, пов'язаних зі скафандрами «Ястреб» і телеметричними системами.
Незважаючи на невирішені технічні проблеми, обидва кораблі були підготовлені для незворотних операцій заправки.
15 квітня Каманін поскаржився Чертоку, що космонавтам виділено лише чотири години на навчання всередині космічного корабля. Черток домовився з Борисом Раушенбахом, експертом з управління польотом, зробити додатковий вишкіл для пілотів з відтворенням різних непередбачених ситуацій при зближенні, ручне управління орієнтацією, ручне обертання космічного корабля відносно Сонця,при цьому пильно стежачи за витратами палива.
Також 15 квітня керівництво пускової установки ракети-носія 11A511 («Союз») повідомило Мішину про підготовку ракет-носіїв №03 і №07, призначених для запуску кораблів «Союз-1» і «Союз-2» на орбіту. В ракетах покращили системи аварійного порятунку.
16 квітня «Союз 7K-OK №4» («Союз-1») заправили паливом. Космонавти, які тренувалися для польоту другого космічного корабля, мали можливість посидіти всередині «Союзу-2», який закінчували готувати.
17 квітня на ракеті-носії №07 мали завершити електричні випробування. «Союз-1» пройшов остаточну підготовку.
18 квітня «Союз-2» мали доставити для заправки. Засідання ради головних конструкторів переросло у величезне зібрання усіх членів державної комісії, космонавтів, фахівців центру підготовки космонавтів та офіцерів-випробувачів. Відповідальний за систему зближення і стикування Ігла Мнацаканян наполягав на повністю автоматизованому зближенні, Феоктистов підтримав космонавтів, які наполягали на автоматизованому зближенні до 200 метрів, що дозволить пілотам завершити стикування вручну. Раніше затверджена програма передбачала повністю автоматизоване стикування. Вирішили дозволити космонавтам закінчити стикування з відстані 200 метрів, якщо на землі не буде заперечень після оціники всіх систем. За пропозицією космонавтів, ручне управління використають на відстані від 50 до 70 метрів, оскільки точність автоматизованої системи не перевищувала 15 метрів. Космонавти пообіцяли повідомляти центр щодо наявного рівня палива та стану електропостачання.
19 квітня Мішин зафіксував підстави скасування запуску другого космічного корабля — збій системи «Ігла» на першому «Союзі» і неспроможність розгорнути сонячні панелі, у цьому випадку живлення до двох діб здійсюватимуть батареї.
20 квітня «Союз-1» (7K-OK №4) у блоці корисного навантаження з головним обтічником прибув на майданчик №2 і був з'єднаний з ракетою-носієм №03. Почалась остаточна підготовка корабля 7K-OK №5, ускладнена електричним розрядом на корпус під час установки крісла космонавта.
Державна комісія о 20:00 офіційно підтвердила час запуску, первинні та резервні екіпажі, офіційно запропоновані для польоту Каманіним:
- активний 7K-ОК №4 («Союз-1») 23 квітня о 03:35 за московським часом (5:35 за місцевим). Командир Володимир Комаров, дублерний командир Юрій Гагарін.
- пасивний 7K-ОК №5 («Союз-2») 24 квітня о 03:10 за московським часом (5:10 за місцевим). Командир Валерій Биковський, космонавт-1 Олексій Єлісєєв, космонавт-2 Євген Хрунов; дублерний командир Андріан Ніколаєв, дублерний космонавт-1 Віктор Горбатко, дублерний космонавт-2 Валерій Кубасов.

### Передпольотна підготовка
Заправка ракети-носія завершилася до 03:00 23 квітня 1967.
Комаров і Гагарін прибули на майданчик на автобусі і обидва піднялися ліфтом до вершини ракети. Космонавти попрощалися, і Гагарін спостерігав, як вхідний люк запечатали.
Потім Гагарін пішов до стартового бункера, де він і Ніколаєв контактували з Комаровим по радіо під час фінальної підготовки до зльоту, яка пройшла без проблем.

## Політ
Космічний апарат 7K-OK №4 злетів з майданчика №1 в Тюратамі 23 квітня 1967 року о 03:35 за московським часом, як і планувалося.
Після виходу корабля на орбіту найперший звіт телеметрії повідомив, що всі антени розгорнулися, однак ліва сонячна панель не відкрилася. Наземні контролери ще не побачили зменшення потоку електроенергії, і до повернення «Союзу-1» в зону зв'язку над СРСР майже через годину вони сподівалися, що сонячна батарея дійсно відкрилася, а датчик не спрацював.
Резервна антена телеметричної системи, прикріплена до сонячної панелі, не розгорнулася. Не запрацював зоряний датчик, без якого «Союз-1» не міг здійснювати орієнтацію, необхідну для всіх важливих маневрів, зокрема стабілізації обертання корабля і вмикання двигуна. Без стабілізації космічний апарат не міг ефективно спрямувати до Сонця праву сонячну панель і перезарядити батареї. За оцінками, космічний апарат мав достатній запас енергії для 17 обертів (трохи більше доби). З однією людиною на борту система теплового контролю могла працювати увесь політ.
На другому оберті «Союз-1» з'явився в зоні зв'язку і Комаров голосом підтвердив, що ліва сонячна панель не розгорнулася і не відбулася заздалегідь запрограмована стабілізація обертання космічного корабля.
Крім зменшення електропостачання, нерозкрита сонячна панель створила асиметричну конфігурацію космічного корабля, що ускладнило орієнтацію, тим самим перешкоджаючи стабілізації обертання, що могло б забезпечити надійне живлення. Сонячна панель, або телеметрична антена, прикріплена до неї, ймовірно, заплуталися в теплоізоляційних ковдрах на кормовій спідниці приладового відсіку, де ці два компоненти майже контактують один з одним.
Керівники польоту зрозуміли, що слід якомога швидше почати підготовку до посадки, допоки «Союз-1» має заряд у батареях. Однак Державна комісія порадила Комарову повторити спроби стабілізувати обертання космічного корабля вручну. Одна така спроба була невдалою, і космонавт, мабуть, перевитратив паливо орієнтаційних двигунів.
О 10:00 23 квітня Державна комісія офіційно підтвердила рішення про скасування запуску «Союзу-2» і підготовку плану посадки «Союзу-1» під час його 17-го оберту, з резервними можливостями сходу з орбіти на під час 18-го або 19-го обнртів.
Заступник Мішина Бушуєв запропонував виконати невеликий гальмівний імпульс спільною роботою ЗКД і кількох ДПО. Для компенсації зміщеного центру маси космічного корабля складеною лівою сонячною панеллю, він запропонував перемістити Комарова з командного місця в центрі модуля спуску на ліве сидіння. Комаров успішно виконав корекцію об 11:14 за московським часом, під час 5-го оберту. Маневр зменшив швидкість космічного корабля на 3,1-3,8 метра за секунду, з витратою від 102 до 111 кілограмів палива в системі ДПО.
Для підготовки до критичного гальмівного маневру на сімнадцятому оберті Черток запропонував спробувати ручну орієнтацію на тринадцятому оберті. Комарова попросили зробити ще одну спробу стабілізації обертання, використовуючи ДО або ДПО, щоб перезарядити батареї за планом Чертока.
На чотирнадцятому оберті Комаров повідомив про успіх ручної орієнтації і подальшої спроби стабілізувати космічний корабель. На п'ятнадцятому оберті Комаров спробував іонну орієнтацію і маневрування за допомогою двигунів ДО.
За даними наземних станцій управління, які підтримували контакт з Комаровим, незважаючи на всі його зусилля, «сонячний струм» (електроенергія від сонячних панелей) не перевищувала 12-14 ампер. Для повного заряджання батарей необхідно 23-25 ампер. Наземні контролери систем електропостачання вирахували, що після 17-го оберту «Союз-1» вимушено перейде на резервну батарею, і порадили керівництву польотом не планувати посадку після 19-го оберту
На 14-му оберті керівник балістичної команди Ястребов попередив керівництво польотом, що протягом наступних півгодини слід ухвалити рішення про план польоту, щоб його команда мала достатньо часу для розрахунку всіх необхідних параметрів і підготовки інструкцій для передачі на борт «Союзу-1» для посадки.
Після безладних обмінів інформацією між Кримом і державною комісією на майданчику №2 в Тюратамі, зупинилися на спробі посадки на 17-ому оберті. Комаров використає іонні датчики для орієнтації космічного корабля в правильному напрямку для маневру гальмування.

### Спроби сходу з орбіти
На шістнадцятому оберті Гагарін, який перебував у Криму, передав Комарову інструкції щодо посадки за допомогою іонної орієнтації та двигунів ДО. Комаров підтвердив успішне випробування системи на п'ятнадцятому оберті. В останні секунди сеансу зв'язку Мішин і Каманін побажали Комарову безпечного повернення.
За планом на початку 17-го оберту 24 квітня о 02:56:12 за московським часом двигун ЗКД увімкнеться на 146 секунд, відділення спускного модуля підтвердить сигнал від УВЧ-передавача капсули з 03:08, до його подальшого зникнення о 03:15. Парашут випущено о 03:21, приземленням о 03:36 за 150 кілометрів на схід від Караганди.
В очікуваний час наземна станція управління в Криму визначила, що траєкторія космічного корабля не змінилася. Незабаром Комаров відновив зв'язок, пояснивши, що йому спочатку вдалося встановити контроль орієнтації космічного корабля з використанням іонних датчиків, однак десь поблизу екватора корабель відхилився від належної орієнтації, а система управління польотом заблокувала майбутній запуск двигуна ЗКД.
Нову спробу входу в атмосферу перенесли на 19-ий оберт. Комаров вручну зорієнтує космічний апарат на освітленій частині орбіти, на нічній частині орбіти гіроскопи КІ-38 підтримають контроль орієнтації. Коли космічний корабель вийде з тіні, Комаров зможе виправити орієнтацію вручну, і «Союз» почне вхід в атмосферу на 19-му оберті.
У новому сеансі зв'язку Гагарін передав Комарову останні інструкції.

### Спуск
Під час спуску Комаров повідомив, що гальмівний двигун вимкнувся о 05:59:38.5 за московським часом після роботи протягом 146 секунд. О 06:14:09 команда «Збій-2» перервала запланований спуск. Слова Комарова потонули на тлі шуму.
Відповідальний за управління польотом Борис Раушенбах пояснив, що через асиметричну форму космічного корабля з відкритою лише однією сонячною панеллю двигуни не змогли підтримувати належну орієнтацію досить довго протягом гальмівного маневру, тому гіроскоп генерував команду «Збій-2» якщо відхилення перевищувало вісім градусів. Раушенбах заявив, що маневр гальмування був досить довгим, щоб гарантувати повернення в атмосферу Землі.
Після команди «Збій-2» система орієнтації капсули вимкнулась, тому спуск відбувався за балістичною траєкторією без аеродинамічного підйому, можливого за звичайного профілю посадки.
Внаслідок балістичного спуску місце посадки змінилося. О 06:22 радянський зенітний радар виявив спускний апарат. Передбачалося, що «Союз-1» приземлиться за 50 кілометрів на схід від Орська о 06:24 24 квітня.
Персонал у Криму не отримав підтвердження про успішну посадку. Гагарін безрезультатно намагався отримати будь-які новини про Комарова від радянських військових, які дотримувалися параноїдальної секретності.

### Пошук
Вертоліт з рятувальниками приземлився на відстані від 70 до 100 метрів від капсули, над якою піднімалася хмара чорного диму. Діставшись до капсули, рятувальники зрозуміли, що космонавт не потребуватиме допомоги. Вогонь всередині космічного корабля поширювався, а його дно розтікалося розплавленим металом.
Інша пошукова група, зокрема фахівці ЦКБЕМ, вирушила з Оренбурга на борту літака Іл-14. Вони виявили капсулу недалеко від села Карабулак в Оренбурзькій області. Парашут лежав поруч, і з літака бачили вогонь.
Групу парашутистів скинули на місце аварії. Рятувальники використовували портативні вогнегасники для придушення полум'я. Вогнегасників з піною не вистачило на гасіння полум'я, тому рятувальники вимушено сипали лопатами ґрунт на капсулу. Поки вони боролися з полум'ям, спускний апарат повністю зруйнувався, залишилась купка землі зі вхідним люком.
По закінченні пожежі лопатами прибрали ґрунт зі вхідного люка, щоб отримати доступ всередину. Видаливши з середини ґрунт і деякі фрагменти приладдя, рятувальники виявили тлінки Комарова в центральному сидінні капсули. Після огляду лікарі офіційно оголосили космонавта мертвим від численних травм черепа, спинного мозку та кісток.

## Наслідки
Високопосадовці попрямували до місця катастрофи. О 16:00 за місцевим часом (14:00 мск) вони вилетіли в Орськ. З Орська вирушили на вертольоті приблизно о 18:00 за місцевим часом (16:00 мск) до села Карабулак, де оглянули місце катастрофи.
Серед них були: голова Державної комісії, що здійснює нагляд за льотними випробуваннями космічного корабля «Союз», Георгій Тюлін, головний конструктор ЦКБЕМ Василь Мішин, президент АН СРСР Мстислав Келдиш, розробник парашутної системи Федір Ткачов, розробник системи життєзабезпечення Гай Северин, а також співробітники КДБ.
Тлінки Комарова вилучили з капсули, і команда під керівництвом Миколи Каманіна доставила їх до Москви. Посмертне обстеження підтвердило попередні висновки польових лікарів про смерть Комарова від удару об землю.
25 квітня приблизно о 7:00 за місцевим часом, група провідних інженерів з ЦКБЕМ для розслідування вирушила на місце аварії.
О 10:00 за місцевим часом відбулося офіційне засідання Державної комісії, на якому обговорювався офіційний звіт про трагедію до ЦК КПРС і Ради Міністрів. Комісія також обговорила деактивацію і збереження космічного корабля «Союз-2», готового до запуску в Тюратамі.
О 17:00 за місцевим часом до Москви вилетіли Мішин, Керімов, Тюлін, Правецький і Кирилов. Наступного дня вони брали участь в офіційних похоронних церемоніях, які включали почесну варту в Центральному залі Радянської Армії, а потім на Червоній площі урну з прахом Комарова встановили в стіну Кремля.
27 квітня опівдні Дмитро Устінов очолив перше засідання урядової комісії з приводу аварії. Також була створена окрема технічна підкомісія для підготовки розслідування катастрофи. Перше засідання запланували на 28 квітня.
Через три дні після аварії більшість знайдених уламків «Союзу-1» — шматки спускного апарата та скинутий тепловий щит — відправили до Москви. Менші шматки поховали на місці під невеликим земляним пам'ятником, увінчаним кашкетом ВПС, залишеним Анохіним. В пам'ять про Володимира Комарова випустили автоматний салют.

### Слідча комісія
Головою урядової слідчої комісії призначили Віктора Уткіна, керівника Інституту льотних досліджень міністерства авіаційної промисловості. Мішин і Бушуєв стали членами комісії. Після кількох експериментів комісія встановила, що основний парашут не вийшов зі свого контейнера, система управління польотом виявила надмірну швидкість спускного апарата і активувала випуск резервного парашута. Розгортанню резервного парашуту заважав витяжний парашут, прикріплений до застряглого головного парашута. Спускний апарат впав на землю зі швидкістю від 26 до 30 метрів за секунду або 200 кілометрів за годину.
Комісія офіційно дійшла висновку, що гальмівний парашут, який витягував головний парашут з контейнера, не забезпечив достатньої сили. Тиск повітря всередині спускного апарата стиснув циліндричний контейнер з парашутом, осердя якого зазнало впливу низького тиску верхніх шарів атмосфери. Незважаючи на попередні випробування парашутної системи, зокрема чотири скиди спускного апарата з літака, проблема ніколи не проявилася. У комісії пояснили це випадковістю ситуації.
Дослідники також розглянули теорію неправильної укладки парашута, але відкинули після додаткового аналізу.
Комісія надала кілька рекомендацій для полегшення випуску парашутної системи в майбутніх польотах.
Нові правила виробництва вимагали видалити контейнери з парашутом зі спускного апарата перед відправкою в автоклав.

### Неофіційна версія подій
Після завершення офіційного розслідування з'явилося неофіційне пояснення відмови парашута.
Контейнер з парашутом на борту «Союзу-1» міг забруднитися клейким термозахисним матеріалом на основі полімеру, який нанесли на зовнішню поверхню спускного апарата. За словами Чертока, ранні безпілотні капсули «Союзу» вміщували в спеціальний автоклав для полімеризації термічного захисного шару без парашутних контейнерів, оскільки виробництво відставало від графіка.
Коли капсулу «Союзу-1» вмістили в автоклав, парашутні контейнери встановили, але без кришок. Черток припустив, що під час полімеризації готові до польоту парашутні контейнери закрили тимчасовими накривками, які пропустили клейку речовину всередину. Другий «Союз» міг отримати такий же катастрофічний недолік.
Ця проблема не проявилася під час скидів з літака, бо випробні капсули вкривали імітацією ізоляції, зробленої зі звичайної піни, і не проходили полімеризацію.
Костянтин Феоктістов, один з провідних розробників «Союзу», висловив скептицизм щодо цього сценарію у своїх мемуарах, зазначивши, що виробнича документація не надала жодних доказів на підтримку цієї теорії. Феоктистов також поставив під сумнів можливість недогляду внутрішнього контролю на заводі і незалежної військової інспекції.

### Стаття
11 червня 1989 року газета «Комсомольська правда» опублікувала статтю радянського журналіста Ярослава Головована, в якій розкривалися подробиці місії Комарова. Голованов підтвердив радянській громадськості, що в польоті планувалося стикування двох кораблів. Проблеми на борту космічного корабля Комарова змусили скасувати другий запуск, ймовірно, врятувавши життя ще трьох космонавтів, у кораблі яких міг бути той же недолік, який призвів до смерті Комарова.